# Balram Jakhar
Balram Jakhar (ur. 23 sierpnia 1923 w Jat, zm. 3 lutego 2016 w Delhi) – indyjski polityk.
W 1980 został wybrany do Lok Sabhy. W 1985 uzyskał reelekcję. Pełnił funkcję przewodniczącego izby w latach 1980–1989. W 1991 objął stanowisko ministra rolnictwa w rządzie centralnym. 30 czerwca 2004 został mianowany gubernatorem stanu Madhya Pradesh. Pełnił ten urząd do czerwca 2009.